# 二列叶虾脊兰
二列叶虾脊兰（学名：Calanthe formosana），为兰科虾脊兰属下的一个植物种。
其种加词“formosana”意为“台湾的”。